# Rođen 4. srpnja (1989.)
Rođen 4. srpnja (eng. Born on the Forth of July) je filmska adaptacija istoimene autobiografije iz 1989. veterana Vijetnamskog rata Rona Kovica. Oliver Stone je režirao film i napisao scenarij zajedno s Kovicom, kojeg je utjelovio Tom Cruise. Stone je htio snimati film u Vijetnamu, ali kako odnosi između Sjedinjenih Država i Vijetnama nisu bili normalizirani, sniman je na Filipinima.
Rođen 4. srpnja smatra se drugim dijelom Stoneove filmske "trilogije" o Vijetnamskom ratu - zajedno s Vodom smrti (1986.) i Nebom i zemljom (1993.). Film je osvojio Oscare za najboljeg redatelja i najbolju montažu.

## Radnja
Film počinje u razdoblju kad je Ron Kovic bio dječak koji odrasta u Massapequai na Long Islandu. Odrasta u domoljubno i katolički nastrojenoj kući, ispunjen snažnim osjećajem ponosa za svoju zemlju i religiju. Kao tinejdžer i prvak srednjoškolske hrvačke momčadi, dokazuje se kao sportaš, ali i izvrstan učenik. Nakon što njegovu školu posjete lokalni marinski podčasnici u potrazi za novacima i održe Ronu i ostalim maturantima strastvenu lekciju o Marincima, Ron se odluči prijaviti. Propusti maturalnu večer jer ne uspijeva dogovoriti datum sa svojom simpatijom, Donnom. Posvađa se s njom na maturalnoj večeri i otpleše s njom zadnje noći prije odlaska.
Radnja se premješta u 1968. u vrijeme Kovicove druge službe u Vijetnamu. Sada kao marinski narednik i u ophodnji, njegova jedinica počini masakr u selu nad vijetnamskim stanovništvom, vjerujući kako su to neprijateljski ratnici. Tijekom povlačenja, Kovic ostaje dezorijentiran i slučajno ustrijeli jednog od pridošlica u njegov vod, mladog marinca razvodnika, zvanog Wilson, koji završava na vatrenoj liniji između dviju strana. Unatoč žučnim pokušajima pripadnika Mornarice da ga pokuša spasiti, Wilson kasnije umre od svojih rana, a Kovic ostaje pod teškim dojmom. Preplavljen krivnjom, Kovic se obrati svom nadređenom, koji mu tek kaže da zaboravi na sve. Sastanak se negativno odražava na Kovica, koji je shrvan jer ga je nadređeni ignorirao.
Vod nekoliko tjedana kasnije odlazi na još jednu rizičnu ophodnju. Tijekom razmjene vatre, Kovic biva kritično ranjen i zarobljen u polju suočivši se sa sigurnom smrću, sve dok ga drugi marinci ne spašavaju. Paraliziran od pasa nadolje, provodi nekoliko mjeseci oporavljajući se u veteranskoj bolnici u Bronxu. Životni uvjeti u bolnici uključuju štakore koji se slobodno kreću po podu, osoblje koje je općenito apatično na potrebe pacijenata, liječnike koji neredovito posjećuju pacijente, raspojasano korištenje droga i opremu koja je prestara i neodržavana da bi se mogla koristiti. Kovic očajno pokušava ponovno prohodati korištenjem štaka i proteza, unatoč opetovanim upozorenjima liječnika. Međutim, ubrzo doživi težak pad koji prouzroči složenu frakturu njegove ključne kosti. Ozljeda ga umalo ne ostavlja bez nogu, a on se počne pasivno svađati s liječnicima koji na trenutak počnu razmišljati o pribjegavanju amputaciji.
Kovic se vraća kući s nedirnutim nogama, ali prikovan za kolica. Kod kuće se počne otuđivati od obitelji i prijatelja, prigovarajući o studentima koji organiziraju antiratne prosvjede diljem zemlje i spaljuju američku zastavu. Iako pokušava sačuvati svoj marinski dignitet, Kovic postupno razbija iluzije, osjećajući kako je njegova vlada izdala njega i druge vijetnamske veterane. U Ronovoj odsutnosti njegov mlađi brat Tommy je počeo čvrsto zagovarati antiratne stavove, što dovodi do podjele među braćom. Njegova duboko religiozna majka također se čini da se ne može nositi s Ronovim novim ponašanjem kao samosažaljivim, paraliziranim veteranom. Njegovi problemi su koliko psihološki koliko i fizički, a uskoro postaje alkoholičar i ratoboran. Tijekom parade za Dan nezavisnosti, počinje pokazivati znakove posttraumatskog stresnog poremećaja nakon što eksplodira petarda i nakon što beba u gomili počne plakati. Nađe se s prijateljem iz srednje škole, Timmyjem Burnsom, koji je također ranjeni veteran, a prijatelji provedu Ronov rođendan dijeleći ratne priče. Kasnije, Ron ode posjetiti Donnu u njezinu koledžu u Syracuseu u New Yorku. Dvoje se prepusti uspomenama, a ona ga upita hoće li posjetiti bdijenje za žrtve Masakra u Ken Stateu. No, on ne može jer ga invalidska kolica sprječavaju da se kreće po kampusu zbog ograda i stubišta. On i Donna ostaju razdvojeni nakon što nju i njezine kolege studente uhiti i odvede policija na njezinu koledžu zbog održavanja protesta protiv Vijetnamskog rata.
Ronova dezorijentiranost postaje sve ozbiljnija i on se posvađa s majkom nakon što se pijan vratio kući noć nakon svađe s veteranom Drugog svjetskog rata koji se borio na Iwo Jimi koji nije iskazao nimalo suosjećanja za njega. Nakon što je iskalio svoj bijes zbog majčine sramote da ima paraliziranog sina, upusti se u emocionalni razgovor s ocem, a kasnije otputuje od kuće za stalno. Ron otputuje u gradić u Meksiku ("Selo sunca") koji se čini kao raj za veterane Vijetnamskog rata. Upušta se u svoje prvo seksualno iskustvo s prostitutkom za koju misli da je voli. Ron je želi zaprositi, ali kad je ugleda s drugom mušterijom, shvati kako želi pravu ljubav a ne puko fizičko seksualno iskustvo. Povezavši se s druhim veteranom prikovanim za kolica, Charliejem, koji je bijesan jer mu se prostitutka narugala zbog impotencije koja je rezultat teškog ranjavanja u Vijetnamu, dvojica se zapute u ono što vjeruju da će biti više prijateljski nastrojeno selo. Nakon što su iživcirali svog vozača taksija, završe izbačeni nasred ceste. Posvađaju se i potuku, izbacivši jedan drugog iz kolica. Na kraju ih pokupi čovjek s kamionetom i opet završe u "Selu sunca". Pri povratku na Long Island, Ron skrene u Georgiju kako bi posjetio roditelje i obitelj Wilsona, marinca za kojeg vjeruje kako ga je ubio tijekom svoje službe. Ispriča im pravu priču o tome kako im je sin poginuo i prizna svoju krivnju. Wilsonova udovica, sada majka sina dojenčeta poginulog vojnika, prizna da u srcu ne može pronaći snage da mu oprosti, ali da bi Bog mogao. Gospodin i gospođa Wilson su, s druge strane, pomirljiviji i čak osjećaju sućut prema njegovim osjećajima i patnji, jer se Wilsonov otac borio na Pacifiku tijekom Drugog svjetskog rata te čak nema iluzija prema Vijetnamskom ratu. Unatoč pomiješanim reakcijama, čini se kako ispovijed otpušta veliku težinu s Ronove savjesti.
Ron se pridružuje organizaciji Vijetnamski veterani protiv rata (VVAW) i 1972. otputuje na Republikansku nacionalnu konvenciju u Miamiju. On i njegovi zemljaci proguraju se u konferencijsku dvoranu tijekom govora Richarda Nixona i izazovu komešanje koje postaje nacionalna vijest. Sam Ron ispriča novinaru o negativnim iskustvima u Vijetnamu i o uvjetima u bolnici za veterane. Intervju prekidaju čuvari koji njega i ostale veterane izbacuju iz dvorane i pokušaju ih predati policiji. Uspijevaju pobjeći od policije, regrupirati se i ponovno napasti dvoranu, ali ovaj put neuspješno. Film završava s Kovicom koji drži govor na Demokratskoj nacionalnoj konvenciji 1976., malo iza objavljivanja svoje autobiografije Rođen 4. srpnja.

## Glumci
- Tom Cruise kao Ron Kovic
- Raymond J. Barry kao G. Kovic
- Caroline Kava kao Gđa. Kovic
- Josh Evans kao Tommy Kovic
- Frank Whaley kao Timmy Burns
- Jerry Levine kao Steve Boyer
- Kyra Sedgwick kao Donna
- Rob Camilletti kao Tommy Finelli
- Stephen Baldwin kao Billy Vorsovich
- Tom Berenger kao Narednik Hayes
- Willem Dafoe kao Charlie
- Cordelia González kao María Elena
- Holly Marie Combs kao Jenny

## Produkcija
Oliver Stone je pročitao autobiografiju Rona Kovica i ostao zapanjen saznanjem što je Ron Kovic pretrpio nakon Vijetnamskog rata (on sam je kao vijetnamski veteran otkupio prava na roman i prema njemu snimiti film). Nakon što je kupio prava na roman, Stone je morao naći distributera koji će mu pomoći pri produkciji. Stoneu je na kraju ponuđen projekt u Universal Picturesu i on ga je prihvatio. Nakon pronalaska distributera, Stone je morao pronaći producenta filma: pridružio mu se A. Kitman Ho. Tom Cruise je angažiran za ulogu Rona Kovica, dok je Stone trebao režirati film prema scenariju stvarnog Kovica kojeg je Stone htio približiti šoubiznisu da osjeti kako sve to izgleda.
Stone je htio snimati film u Vijetnamu, ali kako odnosi između Vijetnama i Sjedinjenih Država nisu bili normalizirani, Stone je odlučio snimati na Filipinima. Film je u svijetu zaradio 100 milijuna dolara s lakoćom pokrivši i nadmašivši budžet od 14 milijuna dolara.

## Kritike i nagrade
Recenzije filma bile su izrazito pozitivne. Prema podacija od 1. travnja 1990. na Rotten Tomatoesu, 88 posto kritičara ga je ocijenilo pozitivno. Roger Ebert mu je dao "četiri zvjezdice" i nazvao ga "Jednim od najboljih filmova godine". Metacritic je izvijestio kako je prosječna ocjena filma 75 od 100. The New York Times je rekao: "To je film iznimne instinktivne snage, a u središnjoj je ulozi izvedba Toma Cruisea koja definira sve najbolje u filmu".

## Teme
Najočitija tema filma je fizička i mentalna muka koju Kovic trpi. Oduzeta mu je sposobnost hodanja, posebno teška rana jer je u srednjoj školi bio sportaš. Zbog paralize ne može imati "normalan seks" i imati djecu.
Mentalni stres koji Kovic trpi, posebno posttraumatski stresni poremećaj koji nije uobičajen među vijetnamskim veteranima. Zajedno s krivnjom zbog ubojstva drugog marinca, mora se suočiti s oblikom borbene situacije koja zahtijeva da ubija ne samo sjevernovijetnamske vojnike nego i nevine civile. U sceni proslave 4. srpnja koju gradska organizacija veterana održava u njegovu čast Kovic se ne može otresti sjećanja na borbu, kao što je plakanje bebe ili petarda koja zvuči kao pucanj ili ručna granata. Film prikazuje i bol koju podnosi zbog ignoriranja američke vlade veterana o stanju u bolnicama.

## Zarada
Film se počeo prikazivati 22. prosinca 1989., zaradivši u prvom vikendu 172,021 dolar. U drugom tjednu je ostvario profit od 492,236 dolara, a u trećem 11,023,650 dolara čime je zasjeo na prvu poziciju na kino-blagajnama. Ostao je na prvoj poziciji i u četvrtom i petom tjednu. Ukupna zarada u domaćim kinima iznosila je 70,001,698 dolara, a u svijetu 161,001,698 dolara.

## Nagrade i nominacije
- Nagrade
  - Oscar za najboljeg redatelja
  - Oscar za najbolju montažu
  - Nagrada Ceha američkih redatelja za najboljeg redatelja
  - Zlatni globus za najbolji film – drama
  - Zlatni globus za najbolju režiju
  - Zlatni globus za najboljeg glumca – drama
  - Zlatni globus za najbolji scenarij
  - Nagrada Udruženja filmskih kritičara Chicaga za najboljeg glumca
  - BMI nagrada za najbolju filmsku glazbu
  - Nagrada Društva montažera zvuka za najbolju montažu zvuka
  - Nagrada Političkog filmskog društva za demokraciju
- Nominacije
  - Oscar za najbolji film
  - Oscar za najboljeg glavnog glumca
  - Oscar za najbolju fotografiju
  - Oscar za najbolju originalnu glazbu
  - Oscar za najbolji zvuk
  - Oscar za najbolji adaptirani scenarij
  - Nagrada BAFTA za najboljeg glumca
  - BAFTA za najbolji scenarij
  - Nagrada Američkog casting društva za najbolji casting dugometražnog dramskog filma
  - Nagrada Društva američkih snimatelja za najbolju fotografiju
  - Nagrada Udruženja filmskih montažera za najbolje montirani dugometražni film
  - Zlatni globus za najbolju originalnu glazbu
  - Nagrada Ceha američkih scenarista za najbolji adaptirani scenarij

## DVD
Film je 29. travnja 1998. objavljen na DVD-u koji sadrži komentar redatelja Stonea. Specijalno izdanje objavljeno je 19. listopada 2004. s komentarom redatelja i originalnim NBC-jevim dokumentarcem o snimanju filma. 12. lipnja 2007. film je objavljen na HD-DVD formatu.

## Vanjske poveznice
- Rođen 4. srpnja u internetskoj bazi filmova IMDb-a
- Rođen 4. srpnja na Rotten Tomatoes